# A Devil May Cry – Démonvadászok epizódjainak listája
Ez a lista a Capcom Devil May Cry videójátéka alapján készült animesorozat részeit sorolja fel. A sorozatot a Madhouse Studio készítette Itagaki Sin rendezésében. Az angol változatot a Funimation Entertainment forgalmazza. Az animesorozat története a videójáték első és negyedik része közé helyezhető. Az animesorozatot Japánban a WOWOW tévécsatorna sugározta 2007. június 14-e és szeptember 6-a között.

## Zenéje
Mind a tizenkét résznek ugyanaz a nyitó- és zárózenéje:
- d.m.c (előadó: rungran)
- I’ll be your home (előadó: Oikava Rin)

A soundtracket 2007. augusztus 18-án adta ki a Media Factory.

## Kiadások
2007 decemberében a Media Factory kiadta DVD-n a sorozatot, lemezenként két epizóddal. Magyarországon a Mirax kiadó 2011 novemberében adta ki a sorozatot 3 DVD-n magyar, japán és angol szinkronnal, valamit magyar felirattal.

## Epizódlista
| # | Epizód címe                                 | Első japán sugárzás | Első magyar sugárzás |
| --- | ------------------------------------------- | ------------------- | -------------------- |
| 1 | Devil May Cry                               | 2007. június 14.    |                      |
| A főhőst, Dantét, egy Patty nevű kislány fogadja fel testőrként. Az árva kislány óriási örökség várományosa, amit három férfi is meg akar szerezni. Dante megmenti a kislányt, és kideríti, hogy a három férfi közül az egyik démon. Először szerepel Dante, Patricia "Patty" Lowell és Morrison.                                                                                    |                                             |                     |                      |
| 2 | Az utak ördöge Highway Star                 | 2007. június 21.    |                      |
| Egy gonosz démon rettegésben tartja az autópályát. Ladyt kérik fel segíteni, de mivel egyedül nem boldogul, Dantehoz fordult. Először szerepel Lady |                                             |                     |                      |
| 3 | Nem szerelem Not Love                       | 2007. június 28.    |                      |
| Brad és Angelina szeretik egymást, de a lány édesapja a férfi származása miatt, ugyanis Brad egy démon, ellenzi ezt. Az apa felbéreli Dantét, hogy ölje meg Bradet. Amikor Dante a fiúra ront, Brad rákérdez, hogy mi akadálya van egyáltalán egy ember és egy démon szerelmének? Dante megkegyelmez, hiszen az ő szülei is tulajdonképpen egy démon és egy ember voltak.            |                                             |                     |                      |
| 4 | Hömpölygő vihar Rolling Thunder             | 2007. július 5.     |                      |
| Egy éjszaka Lady megment egy embert egy démontól. Váratlanul azonban felbukkan egy démon nő is, Trish, akivel párbajt vív. Másnap Lady beszámol a történtekről Danténak. A két nő továbbra is civakodik egymással, még egy templomot is szétzúznak, míg Dante szét nem választja őket. Először jelenik meg Trish                                                                     |                                             |                     |                      |
| 5 | Magánügy In Private                         | 2007. július 12.    |                      |
| Dantét egy rejtélyes férfi követi úton-útfélen. Kiderül, hogy a férfi egy étteremben dolgozó nővel szeretne találkozni, csakhogy a nő olyan férfit akar magának, mint Dante. |                                             |                     |                      |
| 6 | A rock királynője Rock Queen                | 2007. július 19.    |                      |
| Egy démon megszállta Elenát. Dantét azért bérelik, hogy védje meg a megszállott nőtől az egykori barátait, szerelmeit. |                                             |                     |                      |
| 7 | A kívánságok valóra válnak Wishes Come True | 2007. július 26.    |                      |
| Egy férfi olyan maszkra talál, amely minden rossz kívánságát teljesíti. Amikor egy helyi kocsmában rosszat kíván, bűntudata támad, s önszántából feladja magát. Börtönbe kerül. Dante egy szándékos utcai verekedés miatt szintén bekerül a börtönbe, hogy segítsen a férfin. Végül a maszkot is elpusztítja.                                                                        |                                             |                     |                      |
| 8 | Hol nem volt Once Upon A Time               | 2007. augusztus 2.  |                      |
| Dantét egy Ernest nevű férfi látogatja meg s Tonynak nevezi őt. Kiderül, hogy egykoron jó barátok voltak. |                                             |                     |                      |
| 9 | Halálpóker Death Poker                      | 2007. augusztus 9.  |                      |
| A cselekmény egy hajón zajlok. Dante híres pókerezőkkel játszik. A pókerjáték később halálosra fordul, mert aki veszít, az életével fizet. |                                             |                     |                      |
| 10 | Az utolsó ígéret The Last Promise           | 2007. augusztus 26. |                      |
| Egy testvérpár, Baul és Modeus állításuk szerint, Sparda egykori tanítványai voltak. Baul meg akarja ölni Dantét, de testvére, Modeus megpróbálja megakadályozni. Végül Dante mindkét testvérrel végez. |                                             |                     |                      |
| 11 | Kezdődjék a műsor Showtime!                 | 2007. augusztus 30. |                      |
| Váratlanul felbukkan Patty édesanyja. Kiderül, hogy édesanyja egy embervarázsló lánya, aki egyszer száműzte is Abigailt, de Sid végül megmutatja tervét, s elrabolja Patty édesanyját, mert a nyaklánc kell neki. A világ elpusztítására Sid démonokat indít, de Dante felveszi a harcot ellene.                                                                                     |                                             |                     |                      |
| 12 | Stílusos Stylish!                           | 2007. szeptember 6. |                      |
| Dantét karóra feszítették. Lady és Trish világuk megvédésért harcolnak. Morrison kijuttatta Pattyt és édesanyját. Patty azonban nem akarja, hogy Dante meghaljon, így visszamegy az épületbe, hogy segítsen neki. Amikor megtalálja, próbálja megmenteni, de amikor hirtelen megjelenik Dante, ő védi meg, majd sújtja le végső csapását Sidre, így megmentve a várost és a világot. |                                             |                     |                      |

## Fordítás
- Ez a szócikk részben vagy egészben  a   List of Devil May Cry episodes című angol Wikipédia-szócikk fordításán alapul.  Az eredeti cikk szerkesztőit annak laptörténete sorolja fel. Ez a jelzés csupán a megfogalmazás eredetét és a szerzői jogokat jelzi, nem szolgál a cikkben szereplő információk forrásmegjelöléseként.